# بيل نوتال
بيل نوتال (بالإنجليزية: Bill Nuttall)‏ (10 مارس 1948 في الولايات المتحدة - ) هو مدرب كرة قدم ولاعب كرة قدم أمريكي في مركز حراسة المرمى. لعب مع Delaware Wings ‏ وميامي طوروز ‏ وفورت لودردايل سترايكرز.